# Саліх Муслім Мухаммад
Саліх Муслім Мухаммад (курд. Salih Muslîm Mihemed, нар. 1951) — курдський політик, лідер партії «Демократичний союз» (PYD), а також депутат Національного координаційного комітету за демократичні зміни.
Мухаммад почав брати участь у національно-визвольному русі в 1970 роках, коли він був студентом Стамбульського технічного університету, під час другого курдо-іракського конфлікту. По закінченню університету він працював хімічним інженером в Саудівській Аравії до свого повернення в Сирію. Став членом Демократичної партії Сирійського Курдистану (сирійське відділення Демократичної партії Курдистану) у 1998 році, але розчарувався в її здатності щось змінити в положенні сирійських курдів, і вийшов з неї у 2003 році, щоб вступити у Демократичний союз (PYD), головою якого він був обраний у 2010. На момент початку громадянської війни в Сирії Мухаммад з дружиною перебували в Іраку, де вони ховалися від переслідування, але вони повернулися у Ель-Камишли в березні 2011. В інтерв'ю для BBC від 18 серпня 2012 року він заявив, що не має яких-небудь зв'язків з РПК, а також зазначив, що починаючи з 2003 він щороку проводив 2-3 місяці в сирійських в'язницях.
9 жовтня 2013 р. на схід від міста Тал-Аб'яд (Ракка) в бою проти ісламістів загинув син Саліха Мусліма, член YPG.